# Kanjonsnårsparv
Kanjonsnårsparv (Melozone fusca) är en fågel i familjen amerikanska sparvar inom ordningen tättingar.

## Utseende och läten
Kanjonsnårsparven är en stor (21–24 cm) och långstjärtad amerikansk sparv med mestadels gråbrun fjäderdräkt. Likt kaliforniensnårsparv och arizonasnårsparv har den mörkare stjärt och rostfärgad undergump. Den är dock ljusare, med rödaktig hjässa, ett halsband med mörka streck och ljusare buk. Den har vidare ljusare tygel och ljus ögonring, vilket kaliforniensnårsparv saknar. Arizonasnårsparven är ostreckad, mer skärbeige i dräkten och har ett mycket tydligt svartaktigt ansikte som kontrasterar med ljus näbb.

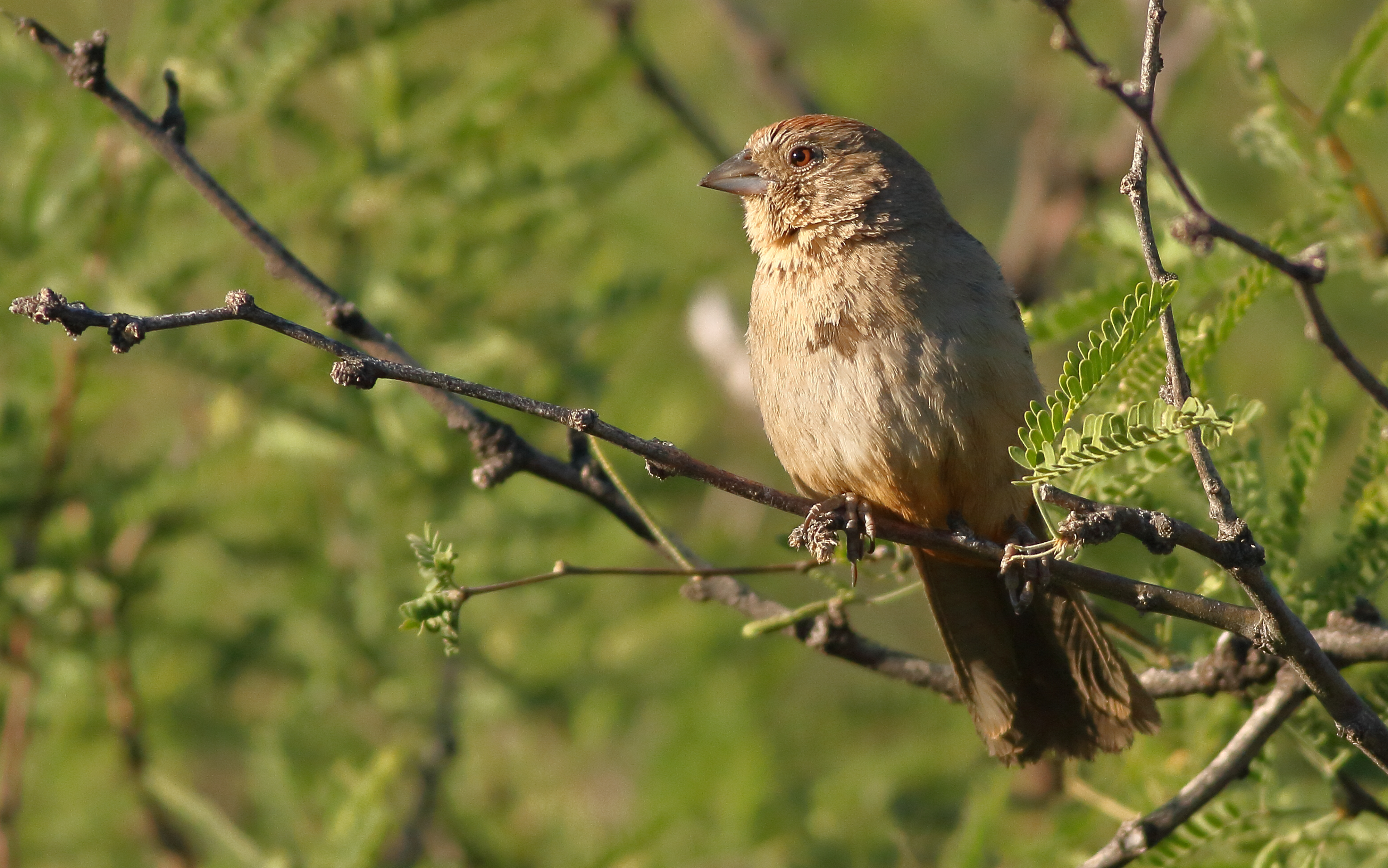

Sången består av en enkel långsam drill med en inledningston: "kild ti ti ti ti ti ti ti kil". Lätet beskrivs som ett nasalt "kidl" och i flykten hörs ljusa och sträva "zeeee".

## Utbredning och systematik
Kanjonsnårsparven delas upp i tio underarter med följande utbredning:
- Melozone fusca mesoleuca – förekommer från Arizona och New Mexico till västra Texas, Sonora och nordvästra Chihuahua
- Melozone fusca intermedia – förekommer i nordvästra Mexiko (södra Sonora till norra Sinaloa)
- Melozone fusca jamesi – förekommer på ön Tiburón utanför Sonora
- Melozone fusca mesata – förekommer från sydöstra Colorado till nordöstra New Mexico och nordvästligaste Oklahoma
- Melozone fusca texana – förekommer i höglänta områden från västra och centrala Texas till norra Mexiko (nordvästra Coahuila)
- Melozone fusca perpallida – förekommer i bergstrakter i centrala Mexiko (Sierra Madre Occidental)
- Melozone fusca fusca – förekommer i bergstrakter i västra Mexiko (från Nayarit, Jalisco och Colima till Mexico City (Distrito Federal))
- Melozone fusca potosina – förekommer i höglänta områden i norra Mexiko (från Coahuila till nordöstra Jalisco och sydvästra Tamaulipas)
- Melozone fusca campoi – förekommer i höglänta områden i östcentrala Mexiko (Hidalgo, närliggande Puebla och Veracruz)
- Melozone fusca toroi – förekommer i sydcentrala Mexiko (från Tlaxcala till Veracruz, Puebla och norra Oaxaca)

Kanjonsnårsparv och kaliforniensnårsparv (M. crissalis) behandlades tidigare som en och samma art, men genetiska studier visar att dess närmaste släkting istället är vitstrupig snårsparv (M. albicollis).

### Släktestillhörighet
Arten placerades tidigare i släktet Pipilo, men DNA-studier visar att den står närmare rostnackad snårsparv (Melozone kieneri) och förs numera därför till Melozone, alternativt att dessa två (tillsammans med några andra före detta Pipilo-arter) lyfts ut till det egna släktet Kieneria.

### Familjetillhörighet
Tidigare fördes de amerikanska sparvarna till familjen fältsparvar (Emberizidae) som omfattar liknande arter i Eurasien och Afrika. Flera genetiska studier visar dock att de utgör en distinkt grupp som sannolikt står närmare skogssångare (Parulidae), trupialer (Icteridae) och flera artfattiga familjer endemiska för Karibien.

## Levnadssätt
Kanjonsnårsparven hittas i klippiga och rätt torra bergsbelägna buskmarker. Födan består huvudsakligen av frön, men också insekter, spindlar, sniglar och tusenfotingar. Fågeln häckar frånmars till början av juli och lägger vanligen två kullar. Paret håller ihop och hävdar revir året runt.

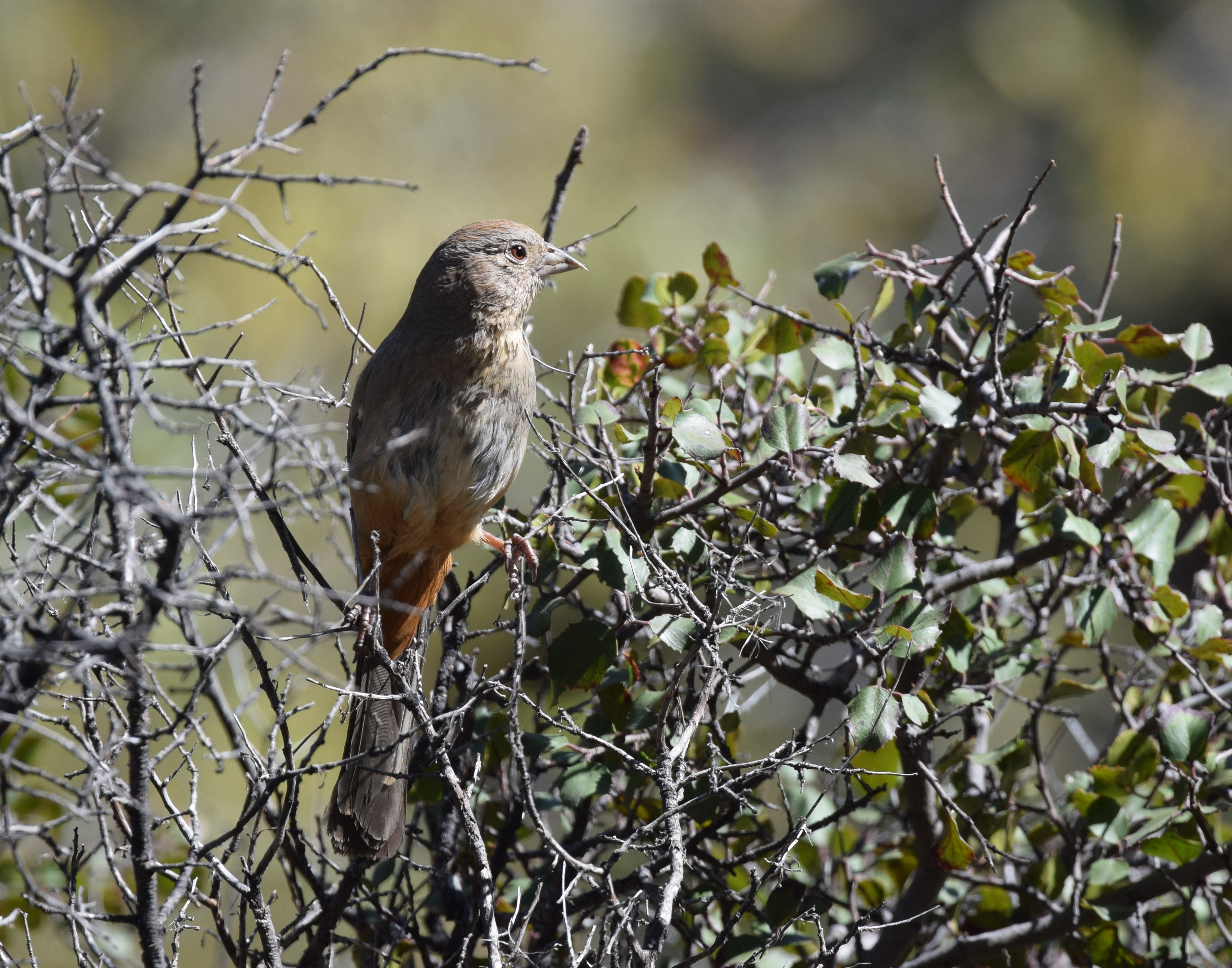

## Status och hot
Arten har ett stort utbredningsområde och en stor population, men tros minska i antal, dock inte så pass kraftigt att den kan anses vara hotad. Utifrån dessa kriterier kategoriserar internationella naturvårdsunionen IUCN arten som livskraftig (LC). Beståndet uppskattas bestå av 9,1 miljoner vuxna individer.